# Амур-Санан, Антон Мудренович

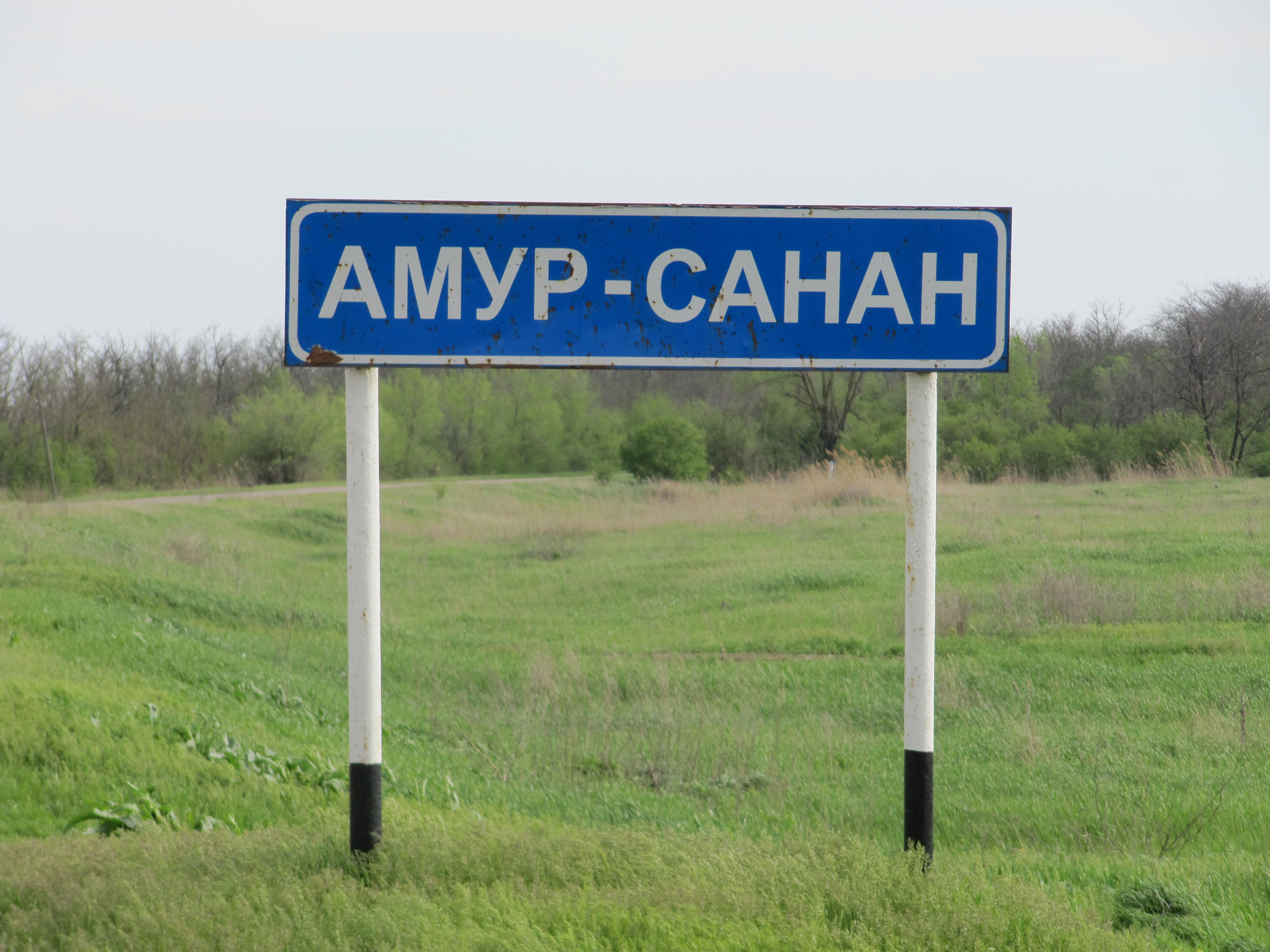
Дорожный знак села Амур-Санан, Городовиковский район, Калмыкия

Анто́н Мудре́нович Аму́р-Сана́н (26 сентября 1888 год, Багабуруловский аймак — 16 января 1938 год, Сталинград) — государственный и общественный деятель советской Калмыкии, публицист, основоположник калмыцкой советской литературы. Принимал активное участие в борьбе за установление советской власти в Калмыкии.

## Биография
Антон Амур-Санан родился 26 сентября 1888 года в бедной калмыцкой семье в Багабурульском аймаке. Однако, его детство и юность прошли в Бюдермис-Кебютовском аймаке Большедербетовского улуса (ныне — посёлок Амур-Санан Городовиковского района Калмыкии). В восьмилетнем возрасте Антон Амур-Санан был отдан в пастухи к богатому калмыку. После трёх лет обучения в русской начальной школе Антон Амур-Санан в 1915 году отправился в Москву, где поступил на юридический факультет Народного университета им. А. Л. Шанявского. Во время обучения в университете Антон Амур-Санан одновременно работал на дровяном складе и в библиотеке. В Москве он познакомился с поэтом Егором Ефимовичем Нечаевым, который стал его наставником в общественной и литературной деятельности.
После начала Февральской революции Антон Мудренович Амур-Санан возвратился в Калмыкию, где он начал вести активную политическую деятельность. В марте 1917 года он участвовал на съезде представителей населения Большедербетовского улуса и был избран членом Ставропольского губернского исполкома Советов. В июне 1917 года участвовал в Астрахани на съезде представителей калмыков Донской и Терской губерний. В это же время он работал в комиссии комиссариата земледелия Ставропольской губернии. В 1918 году, когда деникинские войска взяли Ставрополь, Антон Амур-Санан переехал в Астрахань, где продолжил свою деятельность в Калмыцком исполкоме и в Астраханском губернском исполкоме. Ему поручили заведовать отделами юстиции, народного образования. В это же время он занимал пост председателя Совета народного хозяйства Калмыцкой степи. В сентябре 1918 года он председательствовал на II чрезвычайном съезде Советов депутатов трудового калмыцкого народа, который состоялся в Астрахани. Этот съезд решал вопрос о призыве калмыков в Красную Армию и о формировании калмыцких кавалерийских отрядов.
В марте 1919 года Калмыцкий исполком направил Антона Амур-Санана на постоянную работу в Москву заведующим Калмыцким отделом при Народном комиссариате по делам национальностей. В Москве совместно с председателем Калмыцкого ЦИКа А. Ч. Чапчаевым и заместителем наркома по делам национальностей С. С. Пестковским он занимался созданием проекта «Воззвания к калмыкам», которое 22 июля 1919 года подписал В. И. Ленин.
26 мая 1919 г. газета «Жизнь Национальностей», орган Наркомнаца, опубликовала статью Амур-Санана «Ключи Востока», в которой он предлагал использовать калмыков для распространения «идеи Власти Советов» на Востоке, среди многомиллионных монголо-буддийских племен, близких им по крови, религии и языку. 14 июля 1919 г. Амур-Санан и А. Ч. Чапчаев направили В. И. Ленину докладную записку с предложением немедленно послать вооруженный отряд к северо-восточной границе Индии, через Монголию и Тибет. По их мнению, внезапное появление такого отряда «на буддийском участке её пограничной линии», там, где Индия прикрыта цепочкой буферов — Бутаном, Сиккимом и Непалом, — вызвало бы переполох среди британских колониальных властей, чье внимание в то время было сконцентрировано на войне с Афганистаном. «Здесь прямой путь в наиболее революционно настроенную провинцию Индии — Бенгалию; Бирма же и Сиам, — писали А. М. Амур-Санан и А. Ч. Чапчаев, — дают возможность проникнуть сухим путем еще глубже в тыл английским колониальным владениям, даже в пределах Индокитая». Это письмо заинтересовало Ленина, который переправил Г. В. Чичерину с указанием начать «подгот[овительные] мероприятия». Однако практически ничего сделано не было.
Весной 1920 года Антон Амур-Санан вернулся в Калмыкию, где стал заниматься восстановлением советской власти в Манычском и Большедербетовском улусах. Летом 1920 года Антон Амур-Санан принимал активное участие в организации и работе 1-го общекалмыцкого съезда, который состоялся в посёлке Чилгир. На этом съезде была принята «Декларация прав трудового калмыцкого народа», которая провозглашала объединение калмыцкого народа в единую административно-территориальную единицу под названием «Автономная область калмыцкого трудового народа в составе РСФСР».
В сентябре 1920 года Антон Амур-Санан участвовал в работе 1-го съезда народов Востока в Баку.
В последующие годы Антон Амур-Санан представлял Калмыцкую область при Наркомнаце и ВЦИКе, избирается членом ВЦИКа и ЦИКа СССР. В это время он начинает заниматься публицистикой. В период работы заместителем директора в Музее изящных искусств (ныне — Государственный музей изобразительных искусств им. А. С. Пушкина) Антон Амур-Санан изучает творчество калмыцких художников Ф. И. Калмыка и А. Е. Егорова.
В 1936 году Антон Амур-Санан посетил Бурятию, где принял участие в работе I съезда Тувинской народно-революционной партии.
27 августа 1937 года Антон Амур-Санан был арестован на даче во Внукове. При обыске у него на квартире были обнаружены две книги Бухарина с дарственными надписями, что послужило в дальнейшем в его обвинении на суде в «причастности» к контрреволюционной деятельности. В начале октября 1937 года Антон Амур-Санан был переведён в Сталинград для проведения следствия по делу «организации буржуазно-националистической организации в Калмыкии».
16 января 1938 года в Сталинграде состоялось закрытое судебное заседание выездной сессии Военной коллегии Верховного Суда СССР, которое приговорило Антона Амур-Санана к расстрелу. В этот же день приговор был приведён в исполнение.

## Творчество
С начала 20-х годов XX века Амур-Санан начинает заниматься публицистикой. В течение 1921 года он публикуется в газете «Жизнь национальностей».
В 1922 году А. М. Амур-Санан, тяжело больной, прикованный к постели, находясь на лечении в Крыму, продиктовал воспоминания о своей жизни писателю А. Хирьякову (А. Сакмаров), который опубликовал их в 1924 году в издательстве «Земля и фабрика» под названием «Человек, которого зовут Антон». Излечившись от болезни, в 1925 году Антон Амур-Санан доработал эти воспоминания и опубликовал их в Ленинграде в форме романа-хроники «Мудрешкин сын». Эта книга выдержала несколько прижизненных изданий.
В 1932 году Антон Амур-Санан опубликовал повесть «Аранзал». В 1935—1937 гг. работал над неопубликованным романом «Преступление Эренджена», писал очерки в альманахе «В осаждённой Калмыкии», «Друг степей».

## Память
- В 1967 году Республиканской универсальной научной библиотеке Калмыцкой АССР было присвоено имя Антона Мудреновича Амур-Санана.
- Имя писателя носит улица в Элисте, населённый пункт Амур-Санан Городовиковского района.

## Сочинения
- Мудрешкин сын, Автобиографическая повесть, изд. Прибой, Ленинград, 1925 г., 196 стр., первое издание;
- Аранзал, повесть, М.,1932;
- В степи, повесть, М., 1935.